# Oxalis mollissima
Oxalis mollissima är en harsyreväxtart som först beskrevs av Henry Hurd Rusby, och fick sitt nu gällande namn av Paul Erich Otto Wilhelm Knuth. Oxalis mollissima ingår i släktet oxalisar, och familjen harsyreväxter. Inga underarter finns listade i Catalogue of Life.